# Asociación Mutual Social y Deportiva Atlético de Rafaela 2013-2014
Questa voce raccoglie le informazioni riguardanti la Asociación Mutual Social y Deportiva Atlético de Rafaela nelle competizioni ufficiali della stagione 2013-2014.

## Rosa
| N. |                      | Ruolo | Calciatore        |
| -- | -------------------- | ----- | ----------------- |
| 2  | Argentina (bandiera) | D     | Oscar Carniello   |
| 3  | Argentina (bandiera) | D     | Lucas Bovaglio    |
| 4  | Argentina (bandiera) | D     | Cristian Vella    |
| 5  | Argentina (bandiera) | C     | Matías Fissore    |
| 7  | Argentina (bandiera) | C     | Walter Serrano    |
| 8  | Argentina (bandiera) | C     | Iván Juárez       |
| 9  | Uruguay (bandiera)   | A     | Diego Vera        |
| 10 | Argentina (bandiera) | A     | Darío Gandín      |
| 11 | Argentina (bandiera) | A     | Federico González |
| 12 | Uruguay (bandiera)   | P     | Esteban Conde     |
| 13 | Argentina (bandiera) | A     | Rodrigo Depetris  |
| 14 | Uruguay (bandiera)   | D     | Cristian Machin   |
| 15 | Argentina (bandiera) | D     | Alexis Niz        |
| 16 | Argentina (bandiera) | C     | Germán Rodríguez  |
| 17 | Argentina (bandiera) | C     | Pablo Pavetti     |
| 19 | Argentina (bandiera) | C     | Pablo Gaitán      |
| 20 | Argentina (bandiera) | P     | Axel Werner       |

| N. |                      | Ruolo | Calciatore            |  |
| -- | -------------------- | ----- | --------------------- |  |
| 21 | Argentina (bandiera) | D     | Fabricio Fontanini    |  |
| 22 | Uruguay (bandiera)   | C     | Raúl Ferro            |  |
| 23 | Argentina (bandiera) | D     | Rodrigo Ghione        |  |
| 24 | Argentina (bandiera) | D     | Joel Sacks            |  |
| 26 | Argentina (bandiera) | C     | Sebastián Carrera     |  |
| 27 | Argentina (bandiera) | P     | Rodrigo Manera        |  |
| 28 | Argentina (bandiera) | D     | Juan Eduardo Eluchans |  |
| 29 | Argentina (bandiera) | A     | Jonatan Lopez         |  |
| 32 | Argentina (bandiera) | A     | Julián Fernández      |  |
| 33 | Argentina (bandiera) | D     | Eduardo Domínguez     |  |
|    | Argentina (bandiera) | D     | Dimas Morales         |  |
|    | Argentina (bandiera) | A     | Ignacio Pussetto      |  |
|    | Argentina (bandiera) | A     | Nicolás Orsini        |  |
|    | Argentina (bandiera) | D     | Ariel Garcé           |  |
|    | Argentina (bandiera) | D     | Germán Ré             |  |
|    | Argentina (bandiera) | C     | Federico Andrada      |  |